# Michalkino (Jakoetië)
Michalkino (Russisch: Михалкино) is een gehucht (selo) in het noordoosten van de oeloes Nizjnekolymski in het noordoosten van de Russische autonome republiek Jakoetië. De plaats ligt aan zuidwestzijde van het eiland Goesmp, in de delta van de Kolyma, tegenover het eiland Michajlovski. Grofweg tegenover de plaats ligt aan oostzijde van de Kolyma de voormalige Vliegbasis Dresba (Michalkino). De plaats ligt ongeveer halfweg tussen het gehucht Ambartsjik en de in de jaren 1960 opgeheven plaats Kraj Lesa die net als Michalkino lange tijd fungeerden als overslaghavens voor goederen die over de rivier werden vervoerd.
De plaats ligt op 80 kilometer van het oeloescentrum Tsjerski en 44 kilometer van het naslegcentrum Pochodsk (nasleg Pochodski). In 2001 telde het 2 inwoners.
De plaats werd aangelegd door Goelagdwangarbeiders tijdens de Tweede Wereldoorlog, die er een haven aanlegden. Nadat de haven werd opgeheven werd de plaats op 8 december 1974 ook formeel opgeheven. Er wonen echter nog steeds een paar mensen.
Op 7 kilometer ten noordwesten van de plaats bevond zich het straalstation Chroestal (nr. 16; op basis van troposferische propagatie), dat onderdeel vormde van de Verbindingslijn Sever ("noord") 103 (tussen Vorkoeta en Anadyr) en werd beheerd door Russische soldaten (afdelingnummer 46140). Het station stond in het westen verbinding met het straalstation Jantar (nr. 15) bij Loboeja en in het oosten met het straalstation Granat (nr. 17) nabij het dorp Krasnoarmejski.
Bestuurlijk centrum: Tsjerski

Ambartsjik · Androesjkino · Dve viski · Jermolovo · Kolymskoje · Krestovaja · Michalkino · Nizjnekolymsk · Petoesjki(†) · Pochodsk · Timkino · Tsjoekotsjja